# Abinger Motte
Abinger Motte är en lämning av en medeltida borg i England. Den ligger i grevskapet Surrey, 40 km sydväst om huvudstaden London. 
Abinger Motte ligger 166 meter över havet. Närmaste större samhälle är Crawley, 18 km sydost om Abinger Motte. 